# Даушвили, Котэ Давидович
Котэ́ (Константин) Дави́дович Даушви́ли (19 марта 1909 или 16 мая 1909, Баку — 5 июля 1980) — советский грузинский актёр театра и кино. Народный артист Грузинской ССР (1958), Народный артист Армянской ССР (1979).

## Биография
Родился в 1909 году в Баку. Актёрскую деятельность начал в 1928 году в Тбилисском театре Красной Армии. С 1930 года работал в Тбилисском академическом театре имени К. Марджанишвили. Впоследствии стал одним из ведущих актёров театра. В кино снимался с 1931 года. Стоял у истоков грузинского кинематографа.

## Фильмография
- 1938 — Друзья — Умар, кабардинец
- 1942 — Георгий Саакадзе — Трипили
- 1945 — Золотая тропа
- 1947 — Колыбель поэта
- 1956 — Баши-Ачук — Селимхан
- 1957 — Отарова вдова — батрак
- 1960 — Повесть об одной девушке — Торнике
- 1961 — Костры горят — Левантий
- 1962 — Алавердоба
- 1962 — Крот
- 1963 — Маленькие рыцари — Бакар
- 1964 — Дети моря — Ботсо Каландадзе
- 1965 — Иные нынче времена
- 1965 — Хевсурская баллада — Мгелика
- 1966 — Встреча в горах — Звиад
- 1966 — Тревога — Доменти
- 1968 — Крах
- 1969 — Не горюй! — отец Гермоген
- 1970 — Чермен — Хаджи
- 1970 — Сады Семирамиды — Герасим
- 1972 — Тайник у красных камней — знакомый Джаффара на границе
- 1974 — Ночной визит — Степан Андреевич Меладзе
- 1977 — Древо желания — дед Ципикоре
- 1977 — Мимино — дедушка
- 1978 — Звезда надежды — Бархудар
- 1978 — Федя
- 1979 — Земля отцов наших — Давид
- 1979 — Я придумываю песню — Бахман-дайы

## Награды
- Орден «Знак Почёта» (1950)[3]
- Народный артист Грузинской ССР (1958)
- Народный артист Армянской ССР  (1979)